# Llista de topònims d'Alcover
Llista de topònims (noms propis de lloc) del municipi d'Alcover, a l'Alt Camp
Informació actualitzada per un bot. Els canvis manuals es perdran quan s'actualitzi!

## carrer
| imatge | Nom                  | Ubicat a | instància de | Detalls | coordenades                                          | Protecció                   | Commons (més fotos) | Dades a WD                    |
| ------ | -------------------- | -------- | ------------ | ------- | ---------------------------------------------------- | --------------------------- | ------------------- | ----------------------------- |
|        | Carrer Amorós        | Alcover  | carrer       |         | 41° 15′ 44″ N, 1° 10′ 11″ E / 41.26221°N,1.169665°E  | bé cultural d'interès local |                     | Modifica les dades a Wikidata |
|        | Carrer Major         | Alcover  | carrer       |         | 41° 15′ 43″ N, 1° 10′ 14″ E / 41.261883°N,1.1705°E   | bé cultural d'interès local |                     | Modifica les dades a Wikidata |
|        | Carrer Nou           | Alcover  | carrer       |         | 41° 15′ 43″ N, 1° 10′ 12″ E / 41.262038°N,1.170025°E | bé cultural d'interès local |                     | Modifica les dades a Wikidata |
|        | carrer de l'Índia    | Alcover  | carrer       |         | 41° 15′ 42″ N, 1° 10′ 09″ E / 41.26167°N,1.1691°E    | bé cultural d'interès local |                     | Modifica les dades a Wikidata |
|        | carrer de la Costeta | Alcover  | carrer       |         | 41° 15′ 44″ N, 1° 10′ 09″ E / 41.262151°N,1.169137°E | bé cultural d'interès local |                     | Modifica les dades a Wikidata |
|        | carrer del Rec       | Alcover  | carrer       |         | 41° 15′ 45″ N, 1° 10′ 10″ E / 41.26261°N,1.169574°E  | bé cultural d'interès local |                     | Modifica les dades a Wikidata |

## casa
| imatge | Nom                                             | Ubicat a | instància de | Detalls                                                                              | coordenades                                                                    | Protecció                                  | Commons (més fotos)  | Dades a WD                    |
| ------ | ----------------------------------------------- | -------- | ------------ | ------------------------------------------------------------------------------------ | ------------------------------------------------------------------------------ | ------------------------------------------ | -------------------- | ----------------------------- |
|        | Ca Ballester                                    | Alcover  | casa         | Estil: Renaixement                                                                   | 41° 15′ 42″ N, 1° 10′ 09″ E / 41.2617°N,1.16911°E ca:Índia, 7                  | bé cultural d'interès local                |                      | Modifica les dades a Wikidata |
|        | Ca Bruno                                        | Alcover  | casa         | Estil: arquitectura popular                                                          | 41° 15′ 47″ N, 1° 10′ 18″ E / 41.263°N,1.17157°E                               | bé cultural d'interès local                |                      | Modifica les dades a Wikidata |
|        | Ca Carlons                                      | Alcover  | casa         |                                                                                      | 41° 15′ 44″ N, 1° 10′ 11″ E / 41.2621°N,1.16968°E ca:Amorós, 13                | bé cultural d'interès local                |                      | Modifica les dades a Wikidata |
|        | Ca Caçador                                      | Alcover  | casa         |                                                                                      | 41° 15′ 48″ N, 1° 10′ 17″ E / 41.26346°N,1.17141°E ca:Major, 51                | bé integrant del patrimoni cultural català |                      | Modifica les dades a Wikidata |
|        | Ca Figuerola                                    | Alcover  | casa         | Estil: arquitectura popular                                                          | 41° 15′ 46″ N, 1° 10′ 13″ E / 41.2627°N,1.1704°E ca:Plaça Nova, 8              | bé cultural d'interès local                |                      | Modifica les dades a Wikidata |
|        | Ca Gassol                                       | Alcover  | casa         | Estil: arquitectura popular                                                          | 41° 15′ 46″ N, 1° 10′ 10″ E / 41.26279°N,1.16955°E                             | bé integrant del patrimoni cultural català |                      | Modifica les dades a Wikidata |
|        | Ca Joan del Molí                                | Alcover  | casa         | Estil: arquitectura popular                                                          | 41° 15′ 46″ N, 1° 10′ 14″ E / 41.2628°N,1.17049°E ca:Sant Ramon, 1             | bé integrant del patrimoni cultural català |                      | Modifica les dades a Wikidata |
|        | Ca Maginet                                      | Alcover  | casa         |                                                                                      | 41° 15′ 47″ N, 1° 10′ 10″ E / 41.263°N,1.16938°E ca:Sant Llorenç, 30           | bé cultural d'interès local                |                      | Modifica les dades a Wikidata |
|        | Ca Malapeira                                    | Alcover  | casa         | Estil: arquitectura popular                                                          | 41° 15′ 46″ N, 1° 10′ 12″ E / 41.2627°N,1.17003°E ca:Maria Domènech, 4         | bé cultural d'interès local                |                      | Modifica les dades a Wikidata |
|        | Ca Quies                                        | Alcover  | casa         |                                                                                      | 41° 15′ 44″ N, 1° 10′ 08″ E / 41.262289°N,1.168973°E                           | bé cultural d'interès local                |                      | Modifica les dades a Wikidata |
|        | Ca l'Esteve Andreu                              | Alcover  | casa         |                                                                                      | 41° 15′ 47″ N, 1° 10′ 17″ E / 41.26307°N,1.17152°E                             | bé integrant del patrimoni cultural català |                      | Modifica les dades a Wikidata |
|        | Ca la Güerba                                    | Alcover  | casa         | Estil: Renaixement                                                                   | 41° 15′ 45″ N, 1° 10′ 12″ E / 41.26238°N,1.16996°E ca:Rec, 9                   | bé integrant del patrimoni cultural català |                      | Modifica les dades a Wikidata |
|        | Ca la Miralles                                  | Alcover  | casa         | Estil: arquitectura popular                                                          | 41° 15′ 46″ N, 1° 10′ 12″ E / 41.2628°N,1.16999°E ca:Maria Domènech, 2         | bé integrant del patrimoni cultural català |                      | Modifica les dades a Wikidata |
|        | Ca la Rosa Barra                                | Alcover  | casa         | Estil: arquitectura popular                                                          | 41° 15′ 46″ N, 1° 10′ 07″ E / 41.2627°N,1.16859°E                              | bé cultural d'interès local                |                      | Modifica les dades a Wikidata |
|        | Ca la Senyora Gran                              | Alcover  | casa         | Estil: arquitectura popular                                                          | 41° 15′ 42″ N, 1° 10′ 09″ E / 41.2617°N,1.16921°E ca:Índia, 3                  | bé cultural d'interès local                |                      | Modifica les dades a Wikidata |
|        | Cal Dalmasio                                    | Alcover  | casa         |                                                                                      | 41° 15′ 42″ N, 1° 10′ 11″ E / 41.261696°N,1.1696°E                             | bé cultural d'interès local                |                      | Modifica les dades a Wikidata |
|        | Cal Faló                                        | Alcover  | casa         |                                                                                      | 41° 15′ 46″ N, 1° 10′ 14″ E / 41.262703°N,1.170646°E                           | bé cultural d'interès local                |                      | Modifica les dades a Wikidata |
|        | Cal Groc                                        | Alcover  | casa         | Estil: arquitectura popular                                                          | 41° 17′ 43″ N, 1° 11′ 43″ E / 41.295318°N,1.195279°E                           | bé cultural d'interès local                | Cal Groc (la Plana)  | Modifica les dades a Wikidata |
|        | Cal Serra                                       | Alcover  | casa         | Estil: arquitectura popular                                                          | 41° 17′ 42″ N, 1° 11′ 43″ E / 41.295022°N,1.195344°E                           | bé cultural d'interès local                | Cal Serra (la Plana) | Modifica les dades a Wikidata |
|        | Can Cosme Vidal                                 | Alcover  | casa         | Estil: Renaixement                                                                   | 41° 15′ 42″ N, 1° 10′ 12″ E / 41.2618°N,1.16991°E                              | bé cultural d'interès local                |                      | Modifica les dades a Wikidata |
|        | Casa Berrugo                                    | Alcover  | casa         |                                                                                      | 41° 15′ 47″ N, 1° 10′ 11″ E / 41.2631°N,1.16966°E                              | bé cultural d'interès local                |                      | Modifica les dades a Wikidata |
|        | Casa de l'Abadia                                | Alcover  | casa         | Estil: Renaixement                                                                   | 41° 15′ 45″ N, 1° 10′ 09″ E / 41.2625°N,1.16912°E                              | bé cultural d'interès local                |                      | Modifica les dades a Wikidata |
|        | Casa del Metge Lluís Domingo                    | Alcover  | casa         | Arquitecte: Cèsar Martinell i Brunet Estil: arquitectura modernista noucentisme 1921 | 41° 15′ 45″ N, 1° 10′ 18″ E / 41.2626°N,1.17179°E ca:Carretera de Montblanc, 2 | bé cultural d'interès local                |                      | Modifica les dades a Wikidata |
|        | Habitatge unifamiliar a la carretera a Reus, 17 | Alcover  | casa         | Estil: noucentisme                                                                   | 41° 15′ 41″ N, 1° 10′ 13″ E / 41.26145°N,1.17018°E                             | bé integrant del patrimoni cultural català |                      | Modifica les dades a Wikidata |
|        | habitatge al carrer Perxes i Amorós             | Alcover  | casa         | Estil: arquitectura eclèctica                                                        | 41° 15′ 45″ N, 1° 10′ 11″ E / 41.26245°N,1.16975°E                             | bé integrant del patrimoni cultural català |                      | Modifica les dades a Wikidata |

## creu de terme
| imatge | Nom                                               | Ubicat a | instància de  | Detalls                       | coordenades                                                                                             | Protecció                                  | Commons (més fotos)                     | Dades a WD                    |
| ------ | ------------------------------------------------- | -------- | ------------- | ----------------------------- | --- | ------------------------------------------ | --------------------------------------- | ----------------------------- |
|        | creu de terme del Portal de Sant Miquel           | Alcover  | creu de terme | Estil: arquitectura eclèctica | 41° 15′ 50″ N, 1° 10′ 18″ E / 41.263921°N,1.171676°E ca:Fora muralla, davant portal St. Miquel 234 msnm | bé integrant del patrimoni cultural català | Creu de terme del Portal de Sant Miquel | Modifica les dades a Wikidata |
|        | creu de terme del camí dels Quints i de Tarragona | Alcover  | creu de terme |                               | 41° 15′ 16″ N, 1° 10′ 28″ E / 41.25433°N,1.17431°E                                                      | bé integrant del patrimoni cultural català |                                         | Modifica les dades a Wikidata |

## curs d'aigua
| imatge | Nom             | Ubicat a                                        | instància de | Detalls                                               | coordenades                                                                                               | Protecció | Commons (més fotos) | Dades a WD                    |
| ------ | --------------- | ----------------------------------------------- | ------------ | ----------------------------------------------------- | --- | --------- | ------------------- | ----------------------------- |
|        | Francolí        | Conca de Barberà Alt Camp Tarragonès            | curs d'aigua | Desemboca: mar Mediterrània Llarg: 60km Conca: 838km² | 41° 23′ 56″ N, 1° 03′ 08″ E / 41.398944°N,1.052333°E 41° 06′ 24″ N, 1° 13′ 39″ E / 41.106639°N,1.227446°E |           | Francolí River      | Modifica les dades a Wikidata |
|        | riu de Glorieta | Mont-ral Alcover Vilallonga del Camp el Rourell | curs d'aigua | Desemboca: Francolí                                   | 41° 16′ 55″ N, 1° 03′ 40″ E / 41.282057°N,1.061024°E 41° 12′ 38″ N, 1° 13′ 57″ E / 41.210571°N,1.232455°E |           | Glorieta River      | Modifica les dades a Wikidata |

## edifici
| imatge | Nom                  | Ubicat a | instància de  | Detalls                             | coordenades                                                       | Protecció                                  | Commons (més fotos)  | Dades a WD                    |
| ------ | -------------------- | -------- | ------------- | ----------------------------------- | ----------------------------------------------------------------- | ------------------------------------------ | -------------------- | ----------------------------- |
|        | Ca Figuerons         | Alcover  | edifici       | Estil: arquitectura del Renaixement | 41° 15′ 44″ N, 1° 10′ 09″ E / 41.26218°N,1.16913°E                | bé cultural d'interès local                |                      | Modifica les dades a Wikidata |
|        | Edifici magatzem     | Alcover  | edifici       | Estil: noucentisme                  | 41° 15′ 43″ N, 1° 10′ 23″ E / 41.26194°N,1.17314°E                | bé cultural d'interès local                |                      | Modifica les dades a Wikidata |
|        | Museu d'Alcover      | Alcover  | edifici museu | Estil: arquitectura popular         | 41° 15′ 42″ N, 1° 10′ 10″ E / 41.2616°N,1.16955°E ca:Costeta, 1-3 | bé cultural d'interès local                | Museu d'Alcover      | Modifica les dades a Wikidata |
|        | el Badejo            | Alcover  | edifici       | Estil: arquitectura popular         | 41° 17′ 33″ N, 1° 11′ 18″ E / 41.292553°N,1.18844°E               | bé integrant del patrimoni cultural català |                      | Modifica les dades a Wikidata |
|        | la Paperera Catalana | Alcover  | edifici       |                                     | 41° 18′ 08″ N, 1° 11′ 52″ E / 41.30229°N,1.19777°E                | bé integrant del patrimoni cultural català | La Paperera Catalana | Modifica les dades a Wikidata |

## entitat singular de població
| imatge | Nom                   | Ubicat a | instància de                                   | Detalls  | coordenades                                                                           | Protecció | Commons (més fotos)     | Dades a WD                    |
| ------ | --------------------- | -------- | ---------------------------------------------- | -------- | ------------------------------------------------------------------------------------- | --------- | ----------------------- | ----------------------------- |
|        | Alcover               | Alcover  | entitat singular de població capital municipal | 4218 hab | 41° 15′ 46″ N, 1° 10′ 12″ E / 41.26267°N,1.1701°E 227 msnm                            |           |                         | Modifica les dades a Wikidata |
|        | Camí dels Muntanyants | Alcover  | entitat singular de població                   | 46 hab   | 41° 16′ 50″ N, 1° 11′ 18″ E / 41.280427°N,1.188262°E 207 msnm                         |           |                         | Modifica les dades a Wikidata |
|        | Mas de Gassol         | Alcover  | entitat singular de població                   | 92 hab   | 41° 16′ 31″ N, 1° 10′ 22″ E / 41.27532989°N,1.172729514°E 380 msnm                    |           | Mas de Gassol (Alcover) | Modifica les dades a Wikidata |
|        | Mas del Cano          | Alcover  | entitat singular de població                   | 15 hab   | 41° 14′ 02″ N, 1° 09′ 40″ E / 41.23375994°N,1.161160469°E 220 msnm                    |           |                         | Modifica les dades a Wikidata |
|        | Masies Catalanes      | Alcover  | entitat singular de població                   | 184 hab  | 41° 14′ 07″ N, 1° 09′ 37″ E / 41.235395°N,1.160264°E 230 msnm                         |           |                         | Modifica les dades a Wikidata |
|        | Residencial del Remei | Alcover  | entitat singular de població                   | 221 hab  | 41° 16′ 01″ N, 1° 09′ 31″ E / 41.26694444°N,1.15861111°E 312 msnm                     |           |                         | Modifica les dades a Wikidata |
|        | Serradalt             | Alcover  | entitat singular de població                   | 381 hab  | 41° 16′ 54″ N, 1° 12′ 01″ E / 41.28166667°N,1.20027778°E 196 msnm                     |           |                         | Modifica les dades a Wikidata |
|        | el Mas de Llorenç     | Alcover  | entitat singular de població                   | 54 hab   | 41° 15′ 10″ N, 1° 09′ 26″ E / 41.252826°N,1.157201°E 288 msnm                         |           |                         | Modifica les dades a Wikidata |
|        | la Burquera           | Alcover  | entitat singular de població                   | 3 hab    | 41° 15′ 05″ N, 1° 09′ 30″ E / 41.251443°N,1.158369°E 290 msnm                         |           |                         | Modifica les dades a Wikidata |
|        | la Cabana             | Alcover  | entitat singular de població                   | 111 hab  | 41° 16′ 35″ N, 1° 11′ 51″ E / 41.27638889°N,1.1975°E 213 msnm                         |           |                         | Modifica les dades a Wikidata |
|        | la Plana              | Alcover  | entitat singular de població                   | 9 hab    | 41° 17′ 42″ N, 1° 11′ 43″ E / 41.295°N,1.19527778°E ca:Ctra. C-14, km 25,200 188 msnm |           | La Plana (Alcover)      | Modifica les dades a Wikidata |

## església
| imatge | Nom                                             | Ubicat a | instància de      | Detalls                                                                    | coordenades | Protecció                                            | Commons (més fotos)                                 | Dades a WD                    |
| ------ | ----------------------------------------------- | -------- | ----------------- | -------------------------------------------------------------------------- | --- | ---------------------------------------------------- | --------------------------------------------------- | ----------------------------- |
|        | Ermita del Mas Roig                             | Alcover  | església ermita   |                                                                            | 41° 15′ 09″ N, 1° 08′ 48″ E / 41.252597°N,1.146757°E ca:Mas Roig 325 msnm                                                       | bé cultural d'interès local                          |                                                     | Modifica les dades a Wikidata |
|        | Ermita del Remei                                | Alcover  | església ermita   | Estil: barroc                                                              | 41° 16′ 11″ N, 1° 08′ 31″ E / 41.2696°N,1.14207°E ca:Camí del Remei (vall del Glorieta)                                         | bé cultural d'interès local                          | El Remei (Alcover)                                  | Modifica les dades a Wikidata |
|        | Mare de Déu de Gràcia                           | Alcover  | església capella  |                                                                            | 41° 17′ 50″ N, 1° 08′ 30″ E / 41.29736°N,1.141697°E ca:Mas de Gràcia 648 msnm                                                   |                                                      | Mare de Déu de Gràcia d'Alcover                     | Modifica les dades a Wikidata |
|        | Santa Anna d'Alcover                            | Alcover  | església monestir | Estil: arquitectura barroca                                                | 41° 15′ 59″ N, 1° 10′ 06″ E / 41.266305°N,1.168304°E                                                                            | bé cultural d'interès nacional                       | Convent de Santa Anna d'Alcover                     | Modifica les dades a Wikidata |
|        | Santa Maria d'Alcover                           | Alcover  | església          | Estil: arquitectura romànica Estat: ruïnós                                 | 41° 15′ 45″ N, 1° 10′ 16″ E / 41.262368°N,1.171097°E                                                                            | bé d'interès cultural bé cultural d'interès nacional | Església de la Puríssima Sang                       | Modifica les dades a Wikidata |
|        | capella de la Concepció                         | Alcover  | església capella  | Estat: enderrocat o destruït                                               | 41° 15′ 41″ N, 1° 10′ 11″ E / 41.261331°N,1.169653°E ca:Av de Reus, 25                                                          | bé cultural d'interès local                          |                                                     | Modifica les dades a Wikidata |
|        | capella de la Mare de Déu dels Dolors d'Alcover | Alcover  | església          | Estil: Renaixement                                                         | 41° 17′ 43″ N, 1° 11′ 43″ E / 41.2953°N,1.19524°E                                                                               | bé cultural d'interès local                          | Mare de Déu dels Dolors de la Plana                 | Modifica les dades a Wikidata |
|        | capella del Mas Mont-ravà                       | Alcover  | església          |                                                                            | 41° 15′ 56″ N, 1° 07′ 46″ E / 41.265473°N,1.129416°E ca:Mont-ravà 318 msnm                                                      | bé integrant del patrimoni cultural català           |                                                     | Modifica les dades a Wikidata |
|        | ermita de les Virtuts                           | Alcover  | església ermita   | Estil: arquitectura gòtica arquitectura popular 16th century Estat: ruïnós | 41° 16′ 00″ N, 1° 06′ 44″ E / 41.2666163542392°N,1.11232118871962°E ca:En el cim d'una roca a la vall del riu Glorieta 648 msnm | bé cultural d'interès local                          |                                                     | Modifica les dades a Wikidata |
|        | església de Nostra Senyora de l'Assumpció       | Alcover  | església          |                                                                            | 41° 15′ 47″ N, 1° 10′ 06″ E / 41.263°N,1.1684°E ca:Plaça de l'Església Nova                                                     | bé cultural d'interès local                          | Església de Nostra Senyora de l'Assumpció (Alcover) | Modifica les dades a Wikidata |
|        | església de Sant Miquel d'Alcover               | Alcover  | església          | Estil: arquitectura romànica arquitectura gòtica                           | 41° 15′ 53″ N, 1° 10′ 15″ E / 41.2646°N,1.17081°E                                                                               | bé cultural d'interès local                          | Sant Miquel d'Alcover                               | Modifica les dades a Wikidata |

## font
| imatge | Nom                | Ubicat a | instància de | Detalls                     | coordenades | Protecció                   | Commons (més fotos) | Dades a WD                    |
| ------ | ------------------ | -------- | ------------ | --------------------------- | --- | --------------------------- | ------------------- | ----------------------------- |
|        | Font Vella         | Alcover  | font         | Estil: arquitectura popular | 41° 15′ 45″ N, 1° 10′ 15″ E / 41.2624°N,1.1709°E ca:Plaça de la Font                                                                   | bé cultural d'interès local |                     | Modifica les dades a Wikidata |
|        | font d'en Saig     | Alcover  | font         |                             | 41° 17′ 13″ N, 1° 10′ 17″ E / 41.2870366961367°N,1.17152377533268°E                                                                    |                             |                     | Modifica les dades a Wikidata |
|        | font de Mas Roig   | Alcover  | font         |                             | 41° 15′ 09″ N, 1° 08′ 49″ E / 41.2524271906722°N,1.14706742098668°E                                                                    |                             |                     | Modifica les dades a Wikidata |
|        | font de la Bola    | Alcover  | font         |                             | 41° 15′ 47″ N, 1° 08′ 51″ E / 41.262918440966°N,1.14737050717885°E 41° 15′ 50″ N, 1° 08′ 58″ E / 41.2637945777473°N,1.14932447366193°E |                             |                     | Modifica les dades a Wikidata |
|        | font de la Canya   | Alcover  | font         |                             | 41° 16′ 54″ N, 1° 10′ 06″ E / 41.2815891219543°N,1.16823700710122°E                                                                    |                             |                     | Modifica les dades a Wikidata |
|        | font de la Puça    | Alcover  | font         |                             | 41° 16′ 23″ N, 1° 08′ 41″ E / 41.27308333333333°N,1.1448333333333334°E                                                                 |                             |                     | Modifica les dades a Wikidata |
|        | fonts del Degotall | Alcover  | font         |                             | 41° 14′ 32″ N, 1° 11′ 02″ E / 41.242107385673°N,1.1839586419277°E                                                                      |                             |                     | Modifica les dades a Wikidata |

## masia
| imatge | Nom                     | Ubicat a | instància de | Detalls                     | coordenades                                                                                | Protecció                   | Commons (més fotos) | Dades a WD                    |
| ------ | ----------------------- | -------- | ------------ | --------------------------- | ------------------------------------------------------------------------------------------ | --------------------------- | ------------------- | ----------------------------- |
|        | Mas Blanc               | Alcover  | masia        |                             | 41° 14′ 45″ N, 1° 09′ 18″ E / 41.245927621419°N,1.1550110246705°E                          |                             |                     | Modifica les dades a Wikidata |
|        | Mas Fitó                | Alcover  | masia        |                             | 41° 16′ 45″ N, 1° 12′ 19″ E / 41.2790556080038°N,1.20523862368771°E                        |                             |                     | Modifica les dades a Wikidata |
|        | Mas Gassol              | Alcover  | masia        | Estil: arquitectura popular | 41° 16′ 31″ N, 1° 10′ 22″ E / 41.27525°N,1.172701°E ca:Urb. Mas de Gassol. Carrer Alt Camp | bé cultural d'interès local | Mas Gassol          | Modifica les dades a Wikidata |
|        | Mas Roig                | Alcover  | masia        |                             | 41° 15′ 11″ N, 1° 08′ 53″ E / 41.2531346398352°N,1.14793063962177°E                        |                             |                     | Modifica les dades a Wikidata |
|        | Mas Rossell             | Alcover  | masia        |                             | 41° 16′ 40″ N, 1° 09′ 58″ E / 41.2776463880724°N,1.16612647138948°E                        |                             |                     | Modifica les dades a Wikidata |
|        | Mas Voltor              | Alcover  | masia        |                             | 41° 14′ 15″ N, 1° 11′ 19″ E / 41.237454896141°N,1.188660096161°E                           |                             |                     | Modifica les dades a Wikidata |
|        | Mas d'en Jover          | Alcover  | masia        |                             | 41° 15′ 44″ N, 1° 12′ 08″ E / 41.2621573933394°N,1.20231137986749°E                        |                             |                     | Modifica les dades a Wikidata |
|        | Mas d'en Rom            | Alcover  | masia        |                             | 41° 15′ 47″ N, 1° 12′ 17″ E / 41.262970608289°N,1.20478394377404°E                         |                             |                     | Modifica les dades a Wikidata |
|        | Mas de Balandrer        | Alcover  | masia        |                             | 41° 14′ 56″ N, 1° 09′ 59″ E / 41.2488737394054°N,1.16646606812412°E                        |                             |                     | Modifica les dades a Wikidata |
|        | Mas de Barro            | Alcover  | masia        |                             | 41° 16′ 29″ N, 1° 09′ 09″ E / 41.2746456782302°N,1.15252806998184°E                        |                             |                     | Modifica les dades a Wikidata |
|        | Mas de Bastistó         | Alcover  | masia        | Estil: arquitectura popular | 41° 13′ 52″ N, 1° 11′ 39″ E / 41.231034°N,1.194215°E                                       | bé cultural d'interès local |                     | Modifica les dades a Wikidata |
|        | Mas de Bessó            | Alcover  | masia        |                             | 41° 14′ 45″ N, 1° 11′ 31″ E / 41.2458°N,1.19206°E 176.2 msnm                               |                             |                     | Modifica les dades a Wikidata |
|        | Mas de Busquets         | Alcover  | masia        |                             | 41° 17′ 06″ N, 1° 11′ 33″ E / 41.2848622667537°N,1.19238600389319°E                        |                             |                     | Modifica les dades a Wikidata |
|        | Mas de Calderó          | Alcover  | masia        |                             | 41° 16′ 23″ N, 1° 09′ 45″ E / 41.273070475501°N,1.1626039450518°E                          |                             |                     | Modifica les dades a Wikidata |
|        | Mas de Carreró          | Alcover  | masia        |                             | 41° 16′ 42″ N, 1° 12′ 26″ E / 41.2784371280578°N,1.20716597401307°E                        |                             |                     | Modifica les dades a Wikidata |
|        | Mas de Catariu          | Alcover  | masia        |                             | 41° 16′ 11″ N, 1° 10′ 34″ E / 41.2697365260119°N,1.17623289348106°E                        |                             |                     | Modifica les dades a Wikidata |
|        | Mas de Caçadors         | Alcover  | masia        |                             | 41° 16′ 47″ N, 1° 12′ 26″ E / 41.279851402755°N,1.20717501982831°E                         |                             |                     | Modifica les dades a Wikidata |
|        | Mas de Cirer            | Alcover  | masia        |                             | 41° 13′ 58″ N, 1° 09′ 26″ E / 41.23263889°N,1.15730556°E 233.8 msnm                        |                             |                     | Modifica les dades a Wikidata |
|        | Mas de Corbella         | Alcover  | masia        |                             | 41° 15′ 54″ N, 1° 07′ 37″ E / 41.2650698543161°N,1.12682205286548°E                        |                             |                     | Modifica les dades a Wikidata |
|        | Mas de Forès            | Alcover  | masia        | Estil: arquitectura popular | 41° 15′ 58″ N, 1° 07′ 50″ E / 41.266216°N,1.130653°E ca:Partida de Mas de Forès 331 msnm   | bé cultural d'interès local | Mas de Forès        | Modifica les dades a Wikidata |
|        | Mas de Garriga          | Alcover  | masia        |                             | 41° 16′ 46″ N, 1° 10′ 28″ E / 41.2793553362861°N,1.17447254338597°E                        |                             |                     | Modifica les dades a Wikidata |
|        | Mas de Gaspar           | Alcover  | masia        |                             | 41° 16′ 14″ N, 1° 08′ 45″ E / 41.2705318325886°N,1.14595851616643°E                        |                             |                     | Modifica les dades a Wikidata |
|        | Mas de Genari           | Alcover  | masia        |                             | 41° 16′ 32″ N, 1° 12′ 25″ E / 41.2756048592242°N,1.20690919214665°E                        |                             |                     | Modifica les dades a Wikidata |
|        | Mas de Geperut          | Alcover  | masia        |                             | 41° 17′ 03″ N, 1° 09′ 26″ E / 41.28402778°N,1.15722222°E 492.7 msnm                        |                             |                     | Modifica les dades a Wikidata |
|        | Mas de Gomis            | Alcover  | masia        |                             | 41° 16′ 53″ N, 1° 08′ 53″ E / 41.28127778°N,1.14794444°E 570.9 msnm                        |                             |                     | Modifica les dades a Wikidata |
|        | Mas de Llopis           | Alcover  | masia        |                             | 41° 15′ 48″ N, 1° 09′ 51″ E / 41.2633549626768°N,1.16405547970727°E                        |                             |                     | Modifica les dades a Wikidata |
|        | Mas de Maseró           | Alcover  | masia        |                             | 41° 15′ 38″ N, 1° 09′ 39″ E / 41.260654877789°N,1.16080077593042°E                         |                             |                     | Modifica les dades a Wikidata |
|        | Mas de Maseter          | Alcover  | masia        |                             | 41° 15′ 55″ N, 1° 06′ 33″ E / 41.2653382891873°N,1.10908712393753°E                        |                             |                     | Modifica les dades a Wikidata |
|        | Mas de Mont-ravà        | Alcover  | masia        | Estil: arquitectura popular | 41° 15′ 55″ N, 1° 07′ 48″ E / 41.265291°N,1.130095°E 318 msnm                              | bé cultural d'interès local | Mas Mont-ravà       | Modifica les dades a Wikidata |
|        | Mas de Moresc           | Alcover  | masia        |                             | 41° 15′ 56″ N, 1° 09′ 55″ E / 41.2656278321071°N,1.16537656234104°E                        |                             |                     | Modifica les dades a Wikidata |
|        | Mas de Muler            | Alcover  | masia        |                             | 41° 17′ 02″ N, 1° 12′ 48″ E / 41.2839120096341°N,1.2134403515284°E                         |                             |                     | Modifica les dades a Wikidata |
|        | Mas de Pauet            | Alcover  | masia        |                             | 41° 15′ 43″ N, 1° 06′ 22″ E / 41.2619186249339°N,1.10598671053322°E                        |                             |                     | Modifica les dades a Wikidata |
|        | Mas de Pinyero          | Alcover  | masia        |                             | 41° 14′ 36″ N, 1° 11′ 44″ E / 41.2433712511141°N,1.19559470749681°E                        |                             |                     | Modifica les dades a Wikidata |
|        | Mas de Rafelet          | Alcover  | masia        |                             | 41° 15′ 47″ N, 1° 07′ 09″ E / 41.262989917494°N,1.11913431841766°E                         |                             |                     | Modifica les dades a Wikidata |
|        | Mas de Rosic            | Alcover  | masia        |                             | 41° 15′ 58″ N, 1° 09′ 58″ E / 41.266181905611°N,1.16623250350178°E                         |                             |                     | Modifica les dades a Wikidata |
|        | Mas de Rubió            | Alcover  | masia        |                             | 41° 16′ 27″ N, 1° 10′ 48″ E / 41.2741282949627°N,1.17997892440586°E                        |                             |                     | Modifica les dades a Wikidata |
|        | Mas de Sanabra          | Alcover  | masia        |                             | 41° 16′ 22″ N, 1° 08′ 43″ E / 41.27288°N,1.14534°E                                         |                             |                     | Modifica les dades a Wikidata |
|        | Mas de Sant Josep       | Alcover  | masia        |                             | 41° 15′ 50″ N, 1° 11′ 46″ E / 41.2640252925596°N,1.19619594926089°E                        |                             |                     | Modifica les dades a Wikidata |
|        | Mas de Simonet          | Alcover  | masia        |                             | 41° 15′ 58″ N, 1° 09′ 23″ E / 41.2660891896194°N,1.15648198028285°E                        |                             |                     | Modifica les dades a Wikidata |
|        | Mas de Tinet            | Alcover  | masia        | Estat: ruïnós               | 41° 16′ 20″ N, 1° 06′ 14″ E / 41.2722078340847°N,1.10398200027206°E 709 msnm               |                             | Mas de Tinet        | Modifica les dades a Wikidata |
|        | Mas de Vilella          | Alcover  | masia        |                             | 41° 15′ 39″ N, 1° 06′ 20″ E / 41.2608032177156°N,1.10552954294449°E                        |                             |                     | Modifica les dades a Wikidata |
|        | Mas de Vistalegre       | Alcover  | masia        |                             | 41° 16′ 32″ N, 1° 10′ 41″ E / 41.2756901463868°N,1.17792969304002°E                        |                             |                     | Modifica les dades a Wikidata |
|        | Mas de l'Aranya         | Alcover  | masia        |                             | 41° 16′ 18″ N, 1° 08′ 56″ E / 41.2716163610451°N,1.14898413362029°E                        |                             |                     | Modifica les dades a Wikidata |
|        | Mas de l'Avellà         | Alcover  | masia        |                             | 41° 15′ 19″ N, 1° 09′ 55″ E / 41.2552148041264°N,1.16533384420457°E                        |                             |                     | Modifica les dades a Wikidata |
|        | Mas de l'Escombral      | Alcover  | masia        |                             | 41° 16′ 41″ N, 1° 12′ 25″ E / 41.2779492720395°N,1.20707186894072°E                        |                             |                     | Modifica les dades a Wikidata |
|        | Mas de l'Escoter        | Alcover  | masia        |                             | 41° 15′ 50″ N, 1° 12′ 39″ E / 41.2639096450062°N,1.21071496276558°E                        |                             |                     | Modifica les dades a Wikidata |
|        | Mas de la Cuca          | Alcover  | masia        |                             | 41° 16′ 01″ N, 1° 08′ 52″ E / 41.2669651519633°N,1.14764718393334°E                        |                             |                     | Modifica les dades a Wikidata |
|        | Mas de la Fam           | Alcover  | masia        |                             | 41° 16′ 39″ N, 1° 09′ 46″ E / 41.2774657138198°N,1.16270480799918°E                        |                             |                     | Modifica les dades a Wikidata |
|        | Mas de la Flor del Camp | Alcover  | masia        |                             | 41° 15′ 10″ N, 1° 10′ 06″ E / 41.2527324006125°N,1.16838714471635°E                        |                             |                     | Modifica les dades a Wikidata |
|        | Mas de la Mosca         | Alcover  | masia        |                             | 41° 16′ 02″ N, 1° 10′ 13″ E / 41.2672174935212°N,1.17017885138617°E                        |                             |                     | Modifica les dades a Wikidata |
|        | Mas de la Picarilla     | Alcover  | masia        | Estil: arquitectura popular | 41° 14′ 16″ N, 1° 09′ 50″ E / 41.23781°N,1.163887°E                                        | bé cultural d'interès local |                     | Modifica les dades a Wikidata |
|        | Mas de la Puça          | Alcover  | masia        |                             | 41° 16′ 23″ N, 1° 08′ 39″ E / 41.272963710106°N,1.14427792784271°E                         |                             |                     | Modifica les dades a Wikidata |
|        | Mas de la Serra         | Alcover  | masia        |                             | 41° 14′ 02″ N, 1° 10′ 55″ E / 41.2339042765447°N,1.18183518130166°E                        |                             |                     | Modifica les dades a Wikidata |
|        | Mas de la Xarina        | Alcover  | masia        |                             | 41° 16′ 16″ N, 1° 08′ 48″ E / 41.2710835499632°N,1.14665921893452°E                        |                             |                     | Modifica les dades a Wikidata |
|        | Mas de les Destrals     | Alcover  | masia        |                             | 41° 15′ 33″ N, 1° 10′ 15″ E / 41.2591666249046°N,1.17084529723112°E                        |                             |                     | Modifica les dades a Wikidata |
|        | Mas del Cano            | Alcover  | masia        |                             | 41° 14′ 01″ N, 1° 09′ 50″ E / 41.2336647633008°N,1.16390828895684°E                        |                             |                     | Modifica les dades a Wikidata |
|        | Mas del Gat             | Alcover  | masia        | Estil: arquitectura popular | 41° 17′ 42″ N, 1° 08′ 39″ E / 41.2948752736214°N,1.14409873924091°E                        | bé cultural d'interès local |                     | Modifica les dades a Wikidata |
|        | Mas del Moliner         | Alcover  | masia        |                             | 41° 15′ 31″ N, 1° 10′ 02″ E / 41.2585497762951°N,1.16717417980955°E                        |                             |                     | Modifica les dades a Wikidata |
|        | Mas del Murtrar         | Alcover  | masia        |                             | 41° 15′ 15″ N, 1° 09′ 12″ E / 41.2542106712367°N,1.15323542630202°E                        |                             |                     | Modifica les dades a Wikidata |
|        | Mas del Tito            | Alcover  | masia        |                             | 41° 17′ 21″ N, 1° 08′ 56″ E / 41.289065556275°N,1.1490191335603°E                          |                             |                     | Modifica les dades a Wikidata |
|        | Mas dels Pastors        | Alcover  | masia        |                             | 41° 13′ 58″ N, 1° 12′ 05″ E / 41.2327243168625°N,1.20132843723176°E                        |                             |                     | Modifica les dades a Wikidata |
|        | Molins dels Capellans   | Alcover  | masia        |                             | 41° 15′ 53″ N, 1° 08′ 03″ E / 41.2648563263447°N,1.13419357537124°E                        |                             |                     | Modifica les dades a Wikidata |
|        | el Burguet              | Alcover  | masia        |                             | 41° 14′ 01″ N, 1° 10′ 15″ E / 41.233570701865°N,1.1708698110612°E                          |                             |                     | Modifica les dades a Wikidata |
|        | el Molí Nou             | Alcover  | masia        |                             | 41° 15′ 47″ N, 1° 09′ 30″ E / 41.2631182647877°N,1.15826064227198°E                        |                             |                     | Modifica les dades a Wikidata |
|        | l'Hort de Sant Antoni   | Alcover  | masia        |                             | 41° 15′ 39″ N, 1° 10′ 07″ E / 41.2609702706305°N,1.16871795356287°E                        |                             |                     | Modifica les dades a Wikidata |
|        | la Parellada            | Alcover  | masia        | Estil: arquitectura popular | 41° 15′ 17″ N, 1° 10′ 17″ E / 41.254707°N,1.171411°E                                       | bé cultural d'interès local |                     | Modifica les dades a Wikidata |
|        | la Romiguera            | Alcover  | masia        |                             | 41° 15′ 28″ N, 1° 09′ 21″ E / 41.257650741421°N,1.1558746582242°E                          |                             |                     | Modifica les dades a Wikidata |
|        | la Torreta              | Alcover  | masia        |                             | 41° 15′ 54″ N, 1° 08′ 14″ E / 41.2649148075926°N,1.13724790605516°E                        |                             |                     | Modifica les dades a Wikidata |
|        | los Cellers de Mastaca  | Alcover  | masia        |                             | 41° 15′ 38″ N, 1° 07′ 13″ E / 41.2606868382039°N,1.12040602656986°E                        |                             |                     | Modifica les dades a Wikidata |

## molí d'aigua
| imatge | Nom                      | Ubicat a | instància de | Detalls                     | coordenades                                                            | Protecció                                  | Commons (més fotos)      | Dades a WD                    |
| ------ | ------------------------ | -------- | ------------ | --------------------------- | ---------------------------------------------------------------------- | ------------------------------------------ | ------------------------ | ----------------------------- |
|        | El Molinet de Batistó    | Alcover  | molí d'aigua | Estil: arquitectura popular | 41° 15′ 11″ N, 1° 10′ 30″ E / 41.2531°N,1.17506°E                      | bé cultural d'interès local                |                          | Modifica les dades a Wikidata |
|        | Molins de Tarrés         | Alcover  | molí d'aigua | Estil: arquitectura popular | 41° 15′ 57″ N, 1° 08′ 02″ E / 41.265805555556°N,1.1338333333333°E      | bé cultural d'interès local                | Molins de Tarrés         | Modifica les dades a Wikidata |
|        | Molí d'Alcover           | Alcover  | molí d'aigua |                             | 41° 17′ 07″ N, 1° 11′ 23″ E / 41.285209574679°N,1.1897278840698°E      |                                            |                          | Modifica les dades a Wikidata |
|        | Molí de Claudio Molinero | Alcover  | molí d'aigua |                             | 41° 17′ 09″ N, 1° 12′ 07″ E / 41.28572°N,1.202°E ca:Ctra TV-7421, km 1 | bé integrant del patrimoni cultural català | Molí de Claudio Molinero | Modifica les dades a Wikidata |
|        | Molí de la Plana         | Alcover  | molí d'aigua | Estil: arquitectura popular | 41° 17′ 46″ N, 1° 11′ 50″ E / 41.2961°N,1.19724°E                      | bé cultural d'interès local                | Molí de la Plana         | Modifica les dades a Wikidata |
|        | Molí del Coll            | Alcover  | molí d'aigua |                             | 41° 15′ 58″ N, 1° 08′ 52″ E / 41.26616°N,1.14765°E                     | bé cultural d'interès local                |                          | Modifica les dades a Wikidata |
|        | Molí del Groc            | Alcover  | molí d'aigua |                             | 41° 17′ 31″ N, 1° 11′ 23″ E / 41.29183°N,1.18983°E                     | bé cultural d'interès local                | Molí del Groc            | Modifica les dades a Wikidata |
|        | Molí del Mas de Mansó    | Alcover  | molí d'aigua |                             | 41° 13′ 41″ N, 1° 12′ 04″ E / 41.22804°N,1.20117°E                     | bé cultural d'interès local                |                          | Modifica les dades a Wikidata |

## pedrera
| imatge | Nom                     | Ubicat a | instància de | Detalls | coordenades                                                         | Protecció | Commons (més fotos) | Dades a WD                    |
| ------ | ----------------------- | -------- | ------------ | ------- | ------------------------------------------------------------------- | --------- | ------------------- | ----------------------------- |
|        | Pedrer de Saldó         | Alcover  | pedrera      |         | 41° 16′ 25″ N, 1° 06′ 29″ E / 41.2735252202134°N,1.10795538202723°E |           |                     | Modifica les dades a Wikidata |
|        | Pedrera La Ponderosa    | Alcover  | pedrera      |         | 41° 15′ 31″ N, 1° 09′ 27″ E / 41.258484936523°N,1.15747175223656°E  |           |                     | Modifica les dades a Wikidata |
|        | Pedrera de Mas de Gomis | Alcover  | pedrera      |         | 41° 17′ 10″ N, 1° 08′ 26″ E / 41.2861369973833°N,1.14066850765115°E |           |                     | Modifica les dades a Wikidata |

## plaça
| imatge | Nom                  | Ubicat a | instància de | Detalls                     | coordenades                                                                  | Protecció                   | Commons (més fotos)   | Dades a WD                    |
| ------ | -------------------- | -------- | ------------ | --------------------------- | ---------------------------------------------------------------------------- | --------------------------- | --------------------- | ----------------------------- |
|        | Plaça Cosme Vidal    | Alcover  | plaça        |                             | 41° 15′ 42″ N, 1° 10′ 12″ E / 41.261698°N,1.169867°E                         | bé cultural d'interès local |                       | Modifica les dades a Wikidata |
|        | Plaça Nova (Alcover) | Alcover  | plaça        | Estil: arquitectura popular | 41° 15′ 46″ N, 1° 10′ 13″ E / 41.262912°N,1.170333°E                         | bé cultural d'interès local | Plaça Nova d'Alcover  | Modifica les dades a Wikidata |
|        | Plaça Vella          | Alcover  | plaça        | Estil: arquitectura popular | 41° 15′ 47″ N, 1° 10′ 15″ E / 41.263163°N,1.170938°E ca:Plaça Vella 237 msnm | bé cultural d'interès local | Plaça Vella (Alcover) | Modifica les dades a Wikidata |

## pont
| imatge | Nom                    | Ubicat a | instància de | Detalls                                                                                | coordenades                                                              | Protecció                   | Commons (més fotos)    | Dades a WD                    |
| ------ | ---------------------- | -------- | ------------ | -------------------------------------------------------------------------------------- | ------------------------------------------------------------------------ | --------------------------- | ---------------------- | ----------------------------- |
|        | Pont de Gomis          | Alcover  | pont         |                                                                                        | 41° 16′ 58″ N, 1° 08′ 23″ E / 41.2828511497175°N,1.13966325953872°E      |                             |                        | Modifica les dades a Wikidata |
|        | Pont de Xala           | Alcover  | pont         | Hi passa: C-14                                                                         | 41° 16′ 33″ N, 1° 10′ 45″ E / 41.2757889305196°N,1.17904925856835°E      |                             |                        | Modifica les dades a Wikidata |
|        | Pont de les Ruixel·les | Alcover  | pont         | Estil: arquitectura del ferro Travessa: Francolí Hi passa: línia Tarragona-Reus-Lleida | 41° 18′ 16″ N, 1° 11′ 44″ E / 41.304387°N,1.195562°E                     | bé cultural d'interès local | Pont de les Ruixel·les | Modifica les dades a Wikidata |
|        | Pont dels Moros        | Alcover  | pont         |                                                                                        | 41° 15′ 12″ N, 1° 10′ 28″ E / 41.253401°N,1.174491°E ca:Camí dels Quints | bé cultural d'interès local | Pont dels Moros        | Modifica les dades a Wikidata |
|        | Pont dels Segalers     | Alcover  | pont         | Hi passa: C-37                                                                         | 41° 15′ 53″ N, 1° 11′ 54″ E / 41.2647516316626°N,1.19828889375615°E      |                             |                        | Modifica les dades a Wikidata |

## Misc
| imatge | Nom                                  | Ubicat a         | instància de                   | Detalls                             | coordenades                                                                        | Protecció                                            | Commons (més fotos)                  | Dades a WD                    |
| ------ | ------------------------------------ | ---------------- | ------------------------------ | ----------------------------------- | ---------------------------------------------------------------------------------- | ---------------------------------------------------- | ------------------------------------ | ----------------------------- |
|        | Alcoverencs pel Canvi                | Alcover          | partit polític local           | 1998                                | ca:Alcover                                                                         |                                                      |                                      | Modifica les dades a Wikidata |
|        | Casa de la Vila d'Alcover            | Alcover          | casa consistorial              | Estil: arquitectura del Renaixement | 41° 15′ 47″ N, 1° 10′ 13″ E / 41.2631°N,1.17026°E                                  | bé cultural d'interès local                          | Casa de la Vila d'Alcover            | Modifica les dades a Wikidata |
|        | Estació d'Alcover                    | Alcover          | estació de ferrocarril edifici |                                     | 41° 15′ 42″ N, 1° 10′ 27″ E / 41.26161111111111°N,1.1741666666666666°E             |                                                      | Alcover train station                | Modifica les dades a Wikidata |
|        | Esteles                              | Alcover          | Estela discoïdal               | Estil: arquitectura romànica        | 41° 15′ 46″ N, 1° 10′ 06″ E / 41.2628°N,1.16847°E                                  | bé cultural d'interès local                          |                                      | Modifica les dades a Wikidata |
|        | Granges de Pujol                     | Alcover          | granja                         |                                     | 41° 15′ 21″ N, 1° 11′ 06″ E / 41.2558619047534°N,1.18512927383135°E                |                                                      |                                      | Modifica les dades a Wikidata |
|        | Llindes amb inscripcions             | Alcover          | llinda                         |                                     | 41° 15′ 46″ N, 1° 10′ 15″ E / 41.2627°N,1.1707°E                                   | bé integrant del patrimoni cultural català           |                                      | Modifica les dades a Wikidata |
|        | Polígon industrial Roques Roges      | Alcover          | polígon industrial             |                                     | 41° 16′ 45″ N, 1° 10′ 54″ E / 41.2792093030166°N,1.18174815231238°E                |                                                      |                                      | Modifica les dades a Wikidata |
|        | Serra Gran                           | Alcover la Riba  | serra                          |                                     | 41° 17′ 51″ N, 1° 09′ 54″ E / 41.29751944°N,1.16491389°E 723 msnm                  |                                                      | Serra Gran (Alcover)                 | Modifica les dades a Wikidata |
|        | Serra del Mas de Gomis               | Alcover          | muntanya                       |                                     | 41° 17′ 30″ N, 1° 08′ 10″ E / 41.29157778°N,1.13619167°E 817.5 msnm                |                                                      |                                      | Modifica les dades a Wikidata |
|        | Torres de defensa del Mas Mont-ravà  | Alcover          | torre de defensa               | Estil: arquitectura popular         | 41° 15′ 56″ N, 1° 07′ 46″ E / 41.2655°N,1.12942°E 318 msnm                         | bé d'interès cultural bé cultural d'interès nacional | Torres de defensa del Mas Mont-ravà  | Modifica les dades a Wikidata |
|        | Torres de l'antiga muralla d'Alcover | Alcover          | muralla urbana                 | Estil: arquitectura gòtica          | 41° 15′ 49″ N, 1° 10′ 18″ E / 41.2637°N,1.17166°E                                  | bé d'interès cultural bé cultural d'interès nacional | Torres de l'antiga muralla d'Alcover | Modifica les dades a Wikidata |
|        | arc de la Plana                      | Alcover          | arc                            | Estil: arquitectura gòtica          | 41° 17′ 43″ N, 1° 11′ 43″ E / 41.295235°N,1.195141°E ca:La Plana, Alcover 186 msnm | bé cultural d'interès local                          | Arc de la Plana                      | Modifica les dades a Wikidata |
|        | barraques de pedra seca d'Alcover    | Alcover          | barraca de vinya               | Estil: arquitectura popular         | 41° 15′ 01″ N, 1° 10′ 16″ E / 41.250277777777775°N,1.1711111111111112°E            | bé integrant del patrimoni cultural català           |                                      | Modifica les dades a Wikidata |
|        | cementiri d'Alcover                  | Alcover          | cementiri                      |                                     | 41° 15′ 51″ N, 1° 10′ 14″ E / 41.26428°N,1.170602°E                                |                                                      | Cementiri d'Alcover                  | Modifica les dades a Wikidata |
|        | cova del Murillo                     | Alcover          | cova                           |                                     | 41° 17′ 06″ N, 1° 12′ 09″ E / 41.2850553231094°N,1.20241129271398°E                |                                                      |                                      | Modifica les dades a Wikidata |
|        | el Mas de Llaneta                    | Alcover          | nucli de població              |                                     | 41° 16′ 47″ N, 1° 08′ 12″ E / 41.2796878309785°N,1.13676807527722°E                |                                                      |                                      | Modifica les dades a Wikidata |
|        | les Masies Catalanes                 | Alcover l'Albiol | urbanització                   |                                     | 41° 14′ 05″ N, 1° 09′ 31″ E / 41.23463889°N,1.15865556°E                           |                                                      | Les Masies Catalanes                 | Modifica les dades a Wikidata |